# Vágvölgyi Mihály
Vágvölgyi Mihály (1950. június 2. – 2016. március 10.) magyar labdarúgó, csatár.

## Pályafutása
A Ferencváros saját nevelésű játékosa volt, ahol 1969. június 18-án szerepelt egyetlen tétmérkőzésen, egy MNK-találkozón a Nagytétényi Kohász ellen. Majd a VM Egyetértés labdarúgója lett és az együttessel 1971 és 1975 között az NB I-ben szerepelt. Következő klubja a Bp. Vasas Izzó volt, ahol tagja volt az élvonalba jutott csapatnak és 1977-78-ban ismét az NB I-ben játszott egy szezon erejéig.